# کارنیشن (برند)

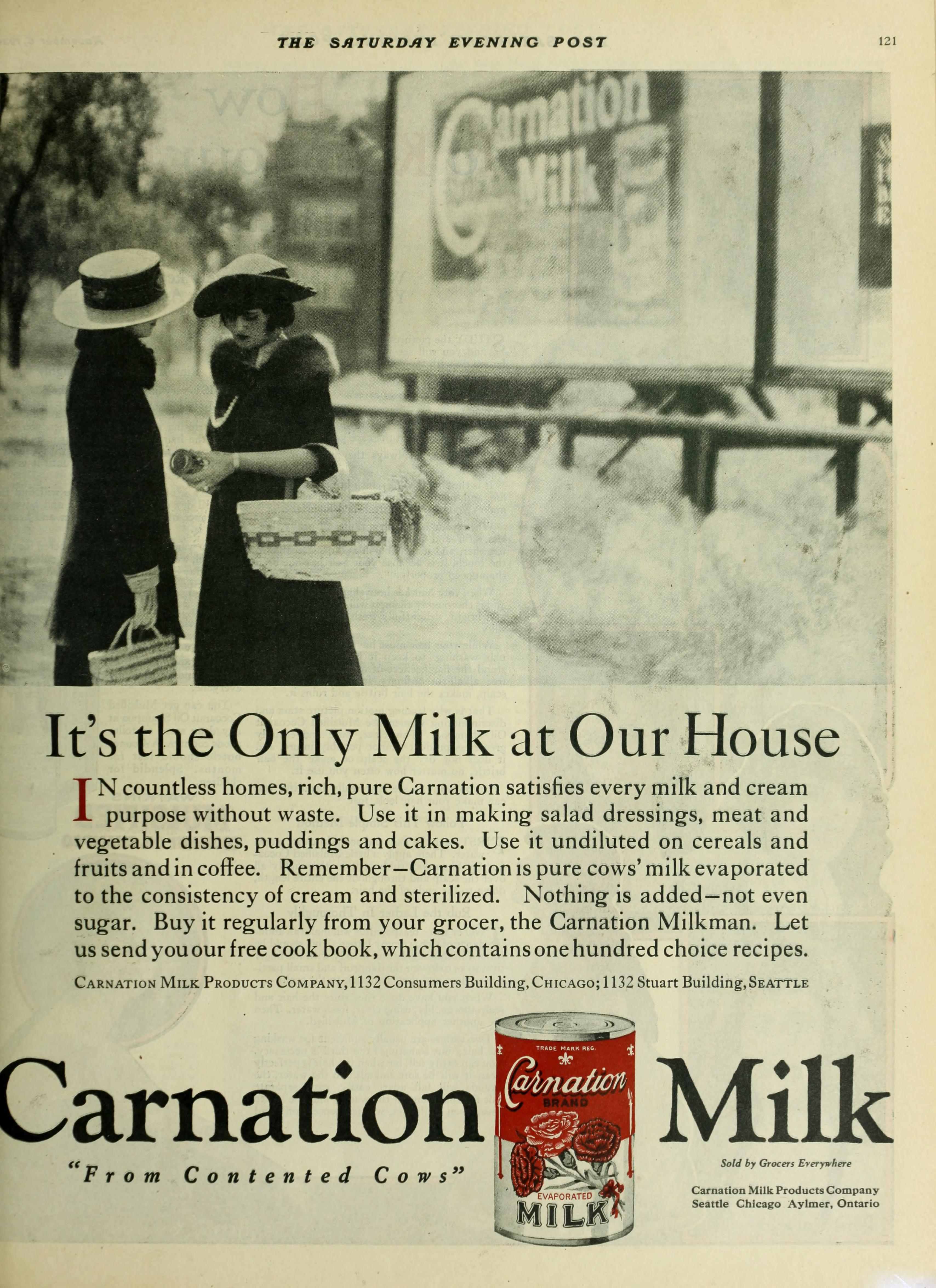
کارنیشن (انگلیسی: Carnation) شرکت صنایع غذایی آمریکایی است، که در سال ۱۸۹۹ تأسیس شد.